# Akaki Gogia
Akaki Gogia (Rusztavi, 1992. január 18. –) grúz születésű német korosztályos válogatott labdarúgó, a Dynamo Dresden csatárja.

## Pályafutása

### Klubcsapatokban
Gogia a grúziai Rusztavi városában született. Az ifjúsági pályafutását a németországi FSV 67 Halle csapatában kezdte, majd a Hannover 96 és a VfL Wolfsburg akadémiájánál folytatta.
2009-ben mutatkozott be a Wolfsburg tartalék, majd 2011-ben az első csapatban, ahol egy mérkőzésen lépett pályára. A 2011–12-es szezonban az Augsburg, majd a 2012–13-as szezonban a St. Pauli csapatát erősítette kölcsönben. 2013-ban a harmadosztályú Hallescherhez igazolt. A klubnál két szezon alatt 71 mérkőzésen 19 gólt ért el.
2015 májusában az angol Brentford szerződtette le. A 2016–17-es szezonban kölcsönben a Dynamo Dresdennél szerepelt. A következő idényt már az Union Berlin csapatában kezdte. A 2018–19-es szezonban feljutottak a Bundesligába.
2021. július 28-án kétéves szerződést kötött a svájci első osztályban szereplő Zürich együttesével. Először a 2021. augusztus 8-ai, Luzern elleni mérkőzés 61. percében Blaž Kramer cseréjeként lépett pályára. Első gólját 2021. augusztus 28-án, a St. Gallen ellen 3–3-as döntetlennel zárult találkozón szerezte. 2022. augusztus 29-én visszatért Németországba és a harmadosztályú Dynamo Dresdennél folytatta a labdarúgást.

### A válogatottban
Gogia az U18-as és U19-es korosztályokban képviselte Németországot.
2010-ben debütált a német U19-es válogatottban. Először a 2010. november 17-ei, Csehország elleni mérkőzésen lépett pályára. Első válogatott gólját 2011. március 25-én, Belgium ellen 2–1-re elvesztett barátságos mérkőzésen szerezte.

## Statisztika
2023. január 22. szerint.
| Klub                        | Szezon   | Bajnokság          | Bajnokság | Bajnokság | Kupa  | Kupa  | Nemzetközi | Nemzetközi | Összesen | Összesen |
| Klub                        | Szezon   | Bajnokság          | Mérk.     | Gólok     | Mérk. | Gólok | Mérk.      | Gólok      | Mérk.    | Gólok    |
| --------------------------- | -------- | ------------------ | --------- | --------- | ----- | ----- | ---------- | ---------- | -------- | -------- |
| Augsburg (kölcsönben)       | 2011–12  | Bundesliga         | 12        | 0         | 2     | 0     | 0          | 0          | 14       | 0        |
| St. Pauli (kölcsönben)      | 2012–13  | 2. Bundesliga      | 23        | 1         | 1     | 0     | 0          | 0          | 24       | 1        |
| Hallescher                  | 2013–14  | 3. Liga            | 36        | 8         | 0     | 0     | 0          | 0          | 36       | 8        |
| Hallescher                  | 2014–15  | 3. Liga            | 35        | 11        | 0     | 0     | 0          | 0          | 35       | 11       |
| Hallescher                  | Összesen | Összesen           | 71        | 19        | 0     | 0     | 0          | 0          | 71       | 19       |
| Brentford                   | 2015–16  | Championship       | 13        | 0         | 0     | 0     | 0          | 0          | 13       | 0        |
| Dynamo Dresden (kölcsönben) | 2016–17  | 2. Bundesliga      | 22        | 10        | 2     | 0     | 0          | 0          | 24       | 10       |
| Union Berlin                | 2017–18  | 2. Bundesliga      | 22        | 2         | 0     | 0     | 0          | 0          | 22       | 2        |
| Union Berlin                | 2018–19  | 2. Bundesliga      | 30        | 6         | 1     | 0     | 0          | 0          | 31       | 6        |
| Union Berlin                | 2019–20  | Bundesliga         | 3         | 0         | 0     | 0     | 0          | 0          | 3        | 0        |
| Union Berlin                | 2020–21  | Bundesliga         | 7         | 0         | 1     | 0     | 0          | 0          | 8        | 0        |
| Union Berlin                | Összesen | Összesen           | 62        | 8         | 2     | 0     | 0          | 0          | 64       | 8        |
| Zürich                      | 2021–22  | Swiss Super League | 15        | 3         | 3     | 1     | 0          | 0          | 18       | 4        |
| Zürich                      | 2022–23  | Swiss Super League | 2         | 0         | 0     | 0     | 0          | 0          | 2        | 0        |
| Zürich                      | Összesen | Összesen           | 17        | 3         | 3     | 1     | 0          | 0          | 20       | 4        |
| Dynamo Dresden              | 2022–23  | 3. Liga            | 11        | 0         | 0     | 0     | 0          | 0          | 11       | 0        |
| Összesen                    | Összesen | Összesen           | 231       | 41        | 10    | 1     | 0          | 0          | 241      | 42       |